# Cípselo de Arcadia
En la mitología griega Cípselo era un rey de Arcadia, hijo y sucesor de Épito y nieto de Hipótoo. Fundó la ciudad de Basilis, a orillas del Alfeo.
Durante su reinado se produjo la invasión del Peloponeso por los Heráclidas, que sorprendieron a sus habitantes al atacar por el mar y no por el istmo de Corinto como habían hecho en anteriores ocasiones. Para asegurarse la paz, Cípselo casó a su hija Mérope con un jefe de los invasores, Cresfontes, que recibió el reino de Mesenia.
Años más tarde una insurrección acabó con la vida de Cresfontes y de sus hijos, a excepción de Épito, que fue protegido por su abuelo Cipselo en su corte. Cuando llegó a adulto, Épito vengó la muerte de su familia y recuperó el trono de Mesenia. Para entonces Cipselo ya había muerto, y el trono de Arcadia fue ocupado por su hijo Holeas.